# Cosa piove dal cielo?
Cosa piove dal cielo? (Un cuento chino) è un film del 2011 scritto e diretto da Sebastián Borensztein.
Il film è stato presentato al Festival Internazionale del Film di Roma 2011 dove ha vinto il Premio Marc'Aurelio d'Oro al miglior film, nonché il Premio BNL assegnato tramite votazione del pubblico.
Il titolo originale (Un cuento chino, lett. "un racconto cinese") è un'espressione idiomatica dello spagnolo latinoamericano stante ad indicare un racconto o un fatto bizzarro, senza senso od inverosimile, spesso usato come sinonimo di falsità.

## Trama
Roberto, negoziante di ferramenta, conduce una vita solitaria e schiva forzatamente concentrata nell'ordine maniacale delle cose. Si nega anche alle evidenti profferte di Marì di avviare una relazione. Ha un hobby curioso: ritagliare dai quotidiani e collezionare articoli su fatti strani ed incredibili, che raccontano di straordinarie coincidenze, accaduti in tutto il mondo per mostrare che il mondo è impazzito. Mentre Roberto crede di avere la sua vita sotto controllo ed è al sicuro dalle sorprese, si trova di fronte a un incidente spaventoso.
Un giorno vede casualmente scaricare da un taxi in corsa un giovane cinese: Jun. Roberto lo aiuta e cerca di rimettere le cose a posto, poiché è la sua natura ma il giovane non parla una parola di spagnolo ed è senza denaro, decide quindi di ospitarlo provvisoriamente. Ma ogni tentativo di trovargli una sistemazione fallisce perché prima la polizia, poi l'Ambasciata cinese e infine una famiglia di immigrati cinesi gli rifiutano, in vario modo, assistenza. Roberto si trova quindi alle prese con l'ospite indesiderato e alla fine, snervato dalla situazione, lo caccia di casa.
I due però si ritrovano fortuitamente e finalmente, grazie a un ragazzo addetto al recapito di cibo cinese, riescono a comunicare. Roberto racconta come sia nata la sua mania di raccogliere giornali: figlio di un immigrante italiano, riceveva ogni giorno l'Unità e la prima notizia collezionata era proprio da questo giornale e riguardava la guerra delle Malvinas/Falkland.
Il padre, scappato dalla seconda guerra mondiale, ne aveva trovata un'altra in Argentina dove aveva dovuto mandare suo figlio, Roberto appunto, di cui non aveva più notizie, e proprio dal giornale vede la foto del figlio dietro ad una mitragliatrice. Rodrigo poi riesce a capire la storia dell'ospite: si chiama Jun ed è venuto in Argentina a cercare uno zio immigrato da tempo, perché in Cina era fidanzato con una ragazza morta in uno strano incidente: la barca su cui si trovavano è stata colpita da una mucca caduta dal cielo.
Alla fine Jun riuscirà a ritrovare lo zio, tra i due nascerà una sincera amicizia e Roberto si deciderà ad allacciare quella relazione con Marì che da tempo rifiutava.

## Produzione
Il film è stato girato in Argentina e in Spagna. Nei titoli del film si informa che l'opera è tratta da un fatto realmente accaduto.

## Riconoscimenti
- Festival di Roma 2011: Marc'Aurelio d'Oro per il miglior film, Premio BNL del pubblico al miglior film
- Premi Goya 2012: miglior film latinoamericano
- Fantasporto 2012: miglior regista